# 汉灵帝
汉灵帝刘宏（156年—189年5月13日），东汉第十二位皇帝（168年2月17日－189年5月13日在位），在位22年，葬于漢文陵，其正式諡號為「孝靈皇帝」，後世省略「孝」字稱「漢灵帝」。灵帝是东汉最后一个握有实权的皇帝。

## 生平

### 即位
刘宏本封解渎亭侯，为承袭其父刘苌的爵位。母董夫人。他是漢章帝的玄孫，漢桓帝的堂侄。
永康元年桓帝崩，由於桓帝無子，城門校尉竇武主持商討立嗣問題，召侍御史劉儵訪查宗室中有否賢明之人，而劉儵推薦了劉宏。於是竇太后便在皇宮之中決定由劉宏嗣位，使刘儵以光禄大夫身份与中常侍曹节带领中黄门、虎贲、羽林军一千多人，前往河间迎接刘宏。建宁元年正月二十日，刘宏来到夏门亭，窦武亲自持节用青盖车把他迎入殿内。第二天，登基称帝，改元为“建宁”。

### 漢羌戰爭
建寧元年，護羌校尉段熲率領一萬餘人，從彭陽（今甘肅省慶陽市鎮源縣東）直指高平（今寧夏固原市原州區），在逢義山（今寧夏固原市西北）大破先零諸種。再出橋門谷（今陝西省延安市子長市東北），並在奢延澤（今內蒙古自治區鄂托克前旗東南）、落川（今洛河上游）、令鮮水接連擊敗羌族殘軍，最後在靈武谷（今寧夏銀川市賀蘭縣西北賀蘭山東麓））給予羌族致命打擊。七月，段熲追擊至涇陽（今甘肅省平涼市西北），羌族殘軍只剩四千餘帳，潰逃至漢陽郡群山之中。
建寧二年，段熲在凡亭山（今寧夏固原市彭陽縣西南）大破羌族殘軍，並在射虎谷（今甘肅省天水市西）全殲羌族，於是平定了東方羌亂。

### 第二次黨錮之禍
建寧元年九月，洛陽發生政變。陳蕃、竇武密謀誅殺宦官，王甫、曹節等反擊，陳蕃、竇武、尚書令尹勳、侍中劉瑜、屯騎校尉馮述、虎賁中郎將劉淑、前尚書魏朗、議郎巴肅等被夷三族。竇太后也被移居南宮。
建寧二年，一條青蛇在皇帝御座上出現，大司農張奐、郎中謝弼上書平反陳蕃、竇武，宦官大為反感，於是張奐自囚廷尉數日，而謝弼被趕出朝廷，後來被曹節侄兒東郡太守曹紹以其他罪名逮捕處死。
十月，第二次黨錮之禍爆發。大長秋曹節示意有關部門的人上奏要求漢靈帝批准各州郡逮捕審問虞放及李膺、杜密、朱㝢、荀翌、翟超、劉儒、范滂等鉤黨。漢靈帝問曹節：「什麼是鉤黨？」曹節答：「鉤黨就是亂黨。」漢靈帝再問：「亂黨有何罪？一定要殺嗎？」曹節答：「他們互相勾結，準備有不軌行為。」漢靈帝再問：「什麼是不軌行為？」曹節答：「陰謀推翻政府。」漢靈帝這才批准了上奏。李膺、范滂等最終下獄死。
熹平元年，竇太后病逝，由於竇太后曾參與誅滅宦官，宦官深為痛恨，試圖使其無法配饗桓帝。漢靈帝召集文武百官討論，在太尉李咸、廷尉陳球堅持下，漢靈帝將竇太后安葬宣陵。
有人在朱雀門上寫上詬罵宦官的話語，靈帝命司隸校尉劉猛調查，劉猛不肯加強行動，一個多月都沒有調查到任何結果，引起了宦官不滿。劉猛被貶為諫議大夫，由段熲接任司隸校尉。段熲一上任便雷厲風行，逮捕了太學生一千餘人。
熹平五年，永昌太守曹鸞上書請求結束黨禁。漢靈帝看到奏章後大怒若狂，曹鸞下獄死，漢靈帝更擴大對黨人的打擊。
直到中平元年三月，因為黃巾之亂爆發的緣故，黨禁才被解除。

### 對外戰爭
建寧三年，涼州刺史孟陀命從事任涉，會同戊己校尉曹寬、西域長史張宴動員焉耆、龜茲、車師前後國共三萬餘人討伐疏勒，攻楨中城四十餘日，不克而退，自此東漢無力干涉疏勒。
熹平六年（177年），鑒於鮮卑多次侵擾漢朝邊境。夏育建議討伐鮮卑，在朝廷多次商討后，派夏育出高柳（今山西省大同市陽高縣）、田晏出雲中（今內蒙古呼和浩特市托克托縣）、臧旻率南匈奴大軍出雁門（今山西省朔州市東南）三路大軍討伐鮮卑。結果遭檀石槐大敗而歸，夏育、田晏、臧旻被廢為庶人。

### 宦官干政
熹平元年，十月，王甫誣殺渤海王劉悝。
光和元年，七月，一道虹蜺出現在玉堂，靈帝深為討厭，召集群臣討論，楊賜和蔡邕上書抨擊當權官員，奏章被曹節偷看得知，於是當權官員對楊賜、蔡邕開啟報復，楊賜以帝師免罪，蔡邕則被放逐到朔方郡。同年，王甫誣陷宋皇后，宋皇后一家被殺。
光和二年，王甫養子沛相王吉，到任五年，誅殺一萬餘人，司隸校尉陽球入宮謝恩時上奏靈帝王甫諸人罪惡，於是王甫、王吉、王萌父子、段熲、袁赦等人皆下獄死。
後來陽球與陳球等謀誅宦官，曹節發現並反擊，陽球、陳球、劉郃、劉納等下獄死。
漢靈帝晚年寵幸「十常侍」，漢靈帝甚至宣稱：「張讓是我爹，趙忠是我娘。」有一次漢靈帝想上永安宮候台，宦官們深怕漢靈帝看到他們的豪華府宅，於是讓中大人尚但進言：「天子不應該登高，登高則百姓星散。」漢靈帝聽了之後便不再上較高的亭台樓閣了。

### 內亂頻仍
熹平元年，會稽變民許生在句章（今浙江省寧波市餘姚市東南）起兵，自稱陽明皇帝，部眾多達數萬。朝廷派遣揚州刺史臧旻、丹陽太守陳夤前往討伐。直到熹平三年十一月，臧旻等才在會稽斬許生，平定其亂事。
光和元年，正月，合浦、交趾烏滸蠻叛變，和九真、日南等郡變民結合，一連攻陷數郡。到光和四年，交趾人梁龍再聯合變民叛亂，漢靈帝任命蘭陵令朱儁為交州刺史，朱儁斬梁龍，平定了交州的亂事。
中平元年，黃巾之亂爆發。漢靈帝以北中郎將盧植、左中郎將皇甫嵩、右中郎將朱儁等討伐，首腦張角同年病死，大部分的渠帥也被政府軍平定，只留下一些殘部持續作亂。
同年，交趾變民俘虜刺史及合浦太守來達，首領自稱「柱天將軍」，漢靈帝命賈琮當交趾刺史，賈琮到任後安撫民心，擊斬渠帥，平定了亂事。同年七月，巴郡妖巫張脩起兵叛變，政府稱之為「米賊」。
同年，北地先零羌及枹罕、河關變民造反，擁立北宮伯玉、李文侯當將軍。變民又脅迫在西州有重名的邊章、韓遂出任叛軍領袖，四處攻擊郡縣，擊斬護羌校尉泠徵及金城太守陳懿。並包圍涼州刺史左昌於冀城（今甘肅省天水市甘谷縣），並在狐槃（今甘肅省天水市甘谷縣南）大敗蓋勳所率領的政府軍。中平二年，張溫在美陽之戰擊敗了叛軍，但在包圍榆中城（今甘肅省蘭州市東）時被叛軍切斷糧道，只得草草撤退。中平四年時，變民包圍隴西（今甘肅省定西市臨洮縣），太守李參、司馬馬騰投降，涼州刺史耿鄙、漢陽太守傅燮被殺。變民更擁立王國為統帥，開始劫掠三輔地區。中平五年，王國包圍陳倉（今陝西省寶雞市陳倉區），漢靈帝命左將軍皇甫嵩率前將軍董卓前往迎擊。王國等包圍陳倉八十餘日，無法攻破城池。中平六年，二月，王國解圍撤退，皇甫嵩下令追擊，大破王國。王國因此戰被變民罷黜，另推舉閻忠為首領，不久閻忠逝世，變民等便互相攻伐，開始內鬥，勢力也逐漸消退。
中平二年，自從黃巾之亂之後，各地大小民變不斷，最大的一支是黑山軍，由張燕率領。後來張燕派使節到洛陽請求政府招安，而漢靈帝允許，任命張燕為平難中郎將。
中平三年，二月，江夏民兵趙慈造反，擊斬南陽太守秦頡。同年六月，被荊州刺史王敏平定。
中平四年，前中山相張純因不滿沒有被推薦為將領，夥同前泰山太守張舉及烏桓酋長丘力起兵叛變，劫掠薊中，根據地設在肥如（今河北省唐山市遷安市東北）。張舉自稱皇帝，張純自稱彌天將軍、安定王，宣稱張舉將代漢而起，命漢靈帝下台，百官前來迎接張舉前往洛陽。中平五年，漢靈帝命騎都尉公孫瓚前往討伐，公孫瓉在石門（今遼寧省朝陽市西南）大敗張純，乘勝追擊，卻在管子城反被丘力居包圍，全軍崩潰。直到中平六年，幽州牧劉虞到職，派人出使鮮卑部落等，於是張純、張舉逃亡塞外，丘力居則歸降朝庭，亂事遂平。十月，長沙變民區星自稱將軍，聚眾萬餘，漢靈帝命議郎孫堅為長沙太守，前往平亂，而孫堅順利擊敗區星。
中平五年，黃巾殘黨郭泰於白波谷起兵，世稱「白波賊」。三月，南匈奴屠各叛軍擊斬并州刺史張懿。益州變民馬相、趙祇在緜竹（今四川省德陽市北）起兵，擊斬刺史郤儉，連破巴郡、犍為郡，擁有部眾數萬，於是自稱皇帝。不久，益州從事賈龍率官民反擊，逐走馬相等，迎接新任州牧劉焉上任。冀州刺史王芬密謀趁漢靈帝北返河間故宅時，劫持漢靈帝並誅殺宦官，之後廢漢靈帝而立合肥侯。後漢靈帝打消北返念頭，徵召王芬，王芬逃亡，自殺。

### 熹平石經
熹平四年（175年），议郎蔡邕认为儒家经典流传过程中出现许多错误，于是联合中常侍李巡、五官中郎将堂谿典、光禄大夫楊賜、谏议大夫马日磾、议郎张驯、韩说、太史令单飏等人共同上书要求校勘儒家经典。于是汉灵帝设立熹平石经，将校勘后的儒家经典分别刻在四十六块石碑之上，并安置在太学门外，作为经典标准，供人学习。

### 鴻都門學
漢靈帝有辞赋、書法和音樂爱好。光和元年，靈帝建立鴻都門學，最初號稱以研究儒术经义为名，后招集众多文士从事辞赋及书法等文艺创作活动。因鴻都門學专重文艺而轻儒家經典，引起不少大臣反對。

### 賣官鬻爵
漢靈帝還是侯爵時，生活貧苦，等到當了皇帝之後，常常譏笑桓帝不懂經營家產，於是大肆賣官鬻爵，將所得做為私房錢使用。光和元年，漢靈帝在西園設官邸，開始賣官鬻爵。
光和三年，漢靈帝興建畢圭苑、靈昆苑。
光和四年（181年），靈帝在皇宫之中扩建西园，修建集市供自己享乐。靈帝和宮女模仿民间市集里的商人、窃贼、地痞，并驾着白驴在西园中来回穿梭。又曾于西園弄狗與人獸交。拾遺記記載，漢靈帝起裸游館千間，灵帝特别喜欢娇嫩纯洁的幼女，選十四歲以上十八歲以下的宮女于池中裸游，並命令宮女只能穿開檔褲，方便自己臨幸宮女。
中平二年，洛陽南宮雲台、樂成門火災，中常侍張讓、趙忠說服漢靈帝將田稅每畝增收十錢，作為「修宮捐」，在修築宮殿的材料上又大為苛刻，並且藉機壓榨各州郡財物，到後來刺史、太守、各級官吏的變動，都得支付「助軍捐」或「修宮捐」。直到鉅鹿太守司馬直上奏指控政府且服毒自殺後，漢靈帝才停止徵收「修宮捐」。同年，崔烈付了五百萬錢擔任了司徒，漢靈帝對左右親信說：「當時真應該堅持下去，這個官可以賣千萬錢啊。」程夫人在旁說：「崔烈是冀州名士，怎麼肯買官，是看在我的份上才出了五百萬錢，你還不滿意啊。」
中平三年，漢靈帝命鉤盾令宋典修建南宮玉堂殿，又命掖庭令畢嵐鑄四個佛像，再鑄四個大鐘。又在平門外鑄獨角獸、蝦蟆狀的噴水器及人工灑水車等。

### 廢史立牧
中平五年，漢靈帝聽從了太常劉焉的建議，將刺史改成了權力更加龐大的州牧，造成了日後群雄割據的基礎。

### 西園軍
中平五年八月，漢靈帝自從黃巾之亂後，開始留意軍事，小黃門蹇碩體格健壯，深通兵法武略，於是漢靈帝設立西園八校尉，以蹇碩為上軍校尉，管轄西園軍。西園軍的勢力龐大，連大將軍都得接受其管轄。

### 去世
中平六年，漢靈帝在南宮嘉德殿去世。漢靈帝有兩個兒子，劉辯及劉協。漢靈帝認為劉辯輕佻，多次想立劉協為太子，但一直十分猶豫，後來漢靈帝病重，便把劉協託付給蹇碩。漢靈帝死後引發了東漢最後一次戚宦相爭，間接導致了東漢的滅亡。
總體而言，漢靈帝統治時期朝政敗壞，賣官鬻爵風氣盛行，民不聊生激起大量民變，從而成為東漢滅亡的導火線。

## 靈帝朝公卿

### 太傅
- 陳蕃(168年)
- 胡廣(168年－172年)

### 大將軍
- 竇武(168年)
- 何進(184年－189年)

### 太尉
- 周景(－168年)
- 劉矩(168年)
- 聞人襲(168年－169年)
- 劉寵(169年)
- 郭禧(169年－170年)
- 聞人襲(170年－171年)
- 李咸(171年－173年)
- 段熲(173年)
- 陳耽(174年－176年)
- 許訓(176年)
- 劉寬(176年－177年)
- 孟戫(177年－178年)
- 張顥(178年)
- 陳球(178年)
- 橋玄(178年－179年)
- 段熲(179年)
- 劉寬(179年－181年)
- 許戫(181年－182年)
- 楊賜(182年－184年)
- 鄧盛(184年－185年)
- 張延(185年－186年)
- 張溫(186年－187年)
- 崔烈(187年)
- 曹嵩(187年－188年)
- 樊陵(188年)
- 馬日磾(188年－189年)
- 劉虞(189年－)

### 司徒
- 胡廣(－168年)
- 劉寵(168年－169年)
- 許訓(169年－171年)
- 橋玄(171年)
- 許栩(171年－172年)
- 袁隗(172年－176年)
- 楊賜(176年－177年)
- 袁滂(178年－179年)
- 劉郃(179年)
- 楊賜(179年－181年)
- 陳耽(181年－182年)
- 袁隗(182年－185年)
- 崔烈(185年－187年)
- 許相(187年－188年)
- 丁宮(188年－)

### 司空
- 宣酆(－168年)
- 王暢(168年)
- 劉寵(168年)
- 許栩(168年－169年)
- 劉囂(169年－170年)
- 橋玄(170年－171年)
- 來豔(171年)
- 宗俱(171年－173年)
- 楊賜(173年)
- 唐珍(173年－174年)
- 許訓(174年－176年)
- 劉逸(176年－177年)
- 陳球(177年)
- 陳耽(177年－178年)
- 來豔(178年)
- 袁逢(178年－179年)
- 張濟(179年－184年)
- 張溫(184年－185年)
- 楊賜(185年)
- 許相(185年－187年)
- 丁宮(187年－188年)
- 劉弘(188年－)

## 评价
- 范晔《后汉书·孝灵帝纪》：“《秦本纪》说赵高谲二世，指鹿为马，而赵忠、张让亦绐灵帝不得登高临观，故知亡敝者同其致矣。然则灵帝之为灵也优哉！”、“灵帝负乘，委体宦孽。征亡备兆，《小雅》尽缺。麋鹿霜露，遂栖宫卫。”
- 董卓：“天下之主，宜得贤明，每念灵帝，令人愤毒！”《后汉书·卷七十四上·袁绍刘表列传第六十四上》
- 盖勋：“吾仍见上，上甚聪明，但拥蔽于左右耳。”《后汉书·虞傅盖臧列传第四十八》
- 张超《靈帝河閒舊廬碑》：赫赫在上．陶唐是承．繼德二祖．四宗是憑．上納鑒乎羲農．中結軌乎夏商．元首既明．股肱惟良．乃因舊宇．福德所基．修飾經構．農隙得時．樹中天之雙闕．崇冠山之華堂．通樓閑道．丹階紫房．金窗鬱律．玉璧內璫．青蒲充庖．朱草栖箱．川魚踊躍．雲鳥舞翔．煌煌大漢．含德乾綱．體效日月．驗化陰陽．格于上下．震暢八荒．三光宣曜．四靈效祥．天其嘉享．豐年穰穰．騶虞奏樂．鹿鳴薦觴．二祝致告．福祿來將．永保萬國．南山無量．（《艺文类聚 卷六十四》）
- 汉灵帝与其前任皇帝汉桓帝的统治时期是东汉最黑暗的时期，诸葛亮的《出师表》中就有蜀汉开国皇帝刘备每次“叹息痛恨于桓灵”的陈述：“亲贤臣，远小人，此先汉所以兴隆也；亲小人，远贤臣，此后汉所以倾颓也。先帝在时，每与臣论此事，未尝不叹息痛恨于桓、灵也。”
- 薛莹：“汉氏中兴，至于延平而世业损矣。冲质短祚，孝桓无嗣，母后称制，奸臣执政。孝灵以支庶而登至尊，由蕃侯而绍皇统，不恤宗绪，不祗天命；上亏三光之明，下伤亿兆之望。于时爵服横流，官以贿成。自公侯卿士降于皂隶，迁官袭级无不以货，刑戮无辜，摧扑忠良；佞谀在侧，直言不闻。是以贤智退而穷处，忠良摈于下位；遂至奸雄蜂起，当防隳坏，夷狄并侵，盗贼糜沸。小者带城邑，大者连州郡。编户骚动，人人思乱。当此之时，已无天子矣。会灵帝即世，盗贼相寻，其後宫室。焚灭，郊社无主，危自上起，覃及华夏。使京室为墟，海内萧条，岂不痛哉！”（《全晋文·卷八十一》）
- 王嘉《拾遗记》：“安、灵二帝，同为败德。夫悦目快心，罕不沦乎情欲，自非远鉴兴亡，孰能移隔下俗。佣才缘心，缅乎嗜欲，塞谏任邪，没情于淫靡。至如列代亡主，莫不凭威猛以丧家国，肆奢丽以覆宗祀。询考先坟，往往而载，佥求历古，所记非一。贩爵鬻官，乖分职之本；露宿郊居，违省方之义。”
- 虞世南：“灵帝承疲民之后，易为善政，黎庶倾耳。咸冀中兴，而帝袭彼覆车，毒逾前辈，倾覆宗社，职帝之由。天年厌世，为幸多矣。”（《唐文拾遗·卷十三》）
- 杜牧：“桓、灵四十年间杀千百比干，毒流其社稷，可以血食乎？可以坛？单父天拜郊乎？”（《樊川文集》）
- 周昙：“榜悬金价鬻官荣，千万为公五百卿。公瑾孔明穷退者，安知高卧遇雄英。”（《全唐诗·卷七百二十九》）
- 胡三省：“观灵帝以尚但之言不敢复升台榭，诚恐百姓虚散也，谓无爱民之心可乎！使其以信尚但者信诸君子之言，则汉之为汉，未可知也。”（《资治通鉴·卷第五十八·汉纪五十》）
- 蔡东藩《后汉演义》：“汉季之中常侍，谁不曰可杀？惟庸主如桓灵，方信而用之。”「国家赏罚有明经，宵小谗言怎可听？功罪不分昏愦甚，从知灵帝本无灵！」“若平乐观中之讲武，设坛张盖，夸示威风，灵帝自以为耀武，而盖勋乃以黩武为对，犹非知本之谈。黩武二字，惟汉武足以当之，灵帝岂足语此？彼之所信任者，妇寺而已，如皇甫嵩、朱儁诸才，皆不知重用；甚至一病不起，犹视赛硕为忠贞，托孤寄命，《范史》谓灵帝负扆，委体宦孽，征亡备兆，小雅尽缺，其亦所谓月旦之定评也乎？”

## 家庭
| \| \| \| \| \| \| \| \| \| \| \| \| \| \| \| \| \| \| \| \| 高祖父：肃宗孝章皇帝刘炟 \| \| \| \| \| \| \| \| \| \| \| \| \| \| \| \| \| \| \| \| \| \| \| \| \| \| \| \| \| \| \| \| \| \| \| \| \| \| \| \| \| \| \| \| \| \| \| \| \| \| \| \| \| \| 曾祖父：（追尊）孝穆皇刘开 \| \| \| \| \| \| \| \| \| \| \| \| \| \| \| \| \| \| \| \| \| \| \| \| \| \| \| \| \| \| \| \| \| \| \| \| \| \| \| \| \| \| \| \| \| \| \| \| \| \| \| \| \| \| 高祖母：贵人申氏 \| \| \| \| \| \| \| \| \| \| \| \| \| \| \| \| \| \| \| \| \| \| \| \| \| \| \| \| \| \| \| \| \| \| \| \| \| \| \| \| \| \| \| \| \| \| \| \| \| \| \| \| \| \| 祖父：（追尊）孝元皇劉淑 \| \| \| \| \| \| \| \| \| \| \| \| \| \| \| \| \| \| \| \| \| \| \| \| \| \| \| \| \| \| \| \| \| \| \| \| \| \| \| \| \| \| \| \| \| \| \| \| \| \| \| \| \| \| 曾祖母：（追尊）孝穆皇后赵氏 \| \| \| \| \| \| \| \| \| \| \| \| \| \| \| \| \| \| \| \| \| \| \| \| \| \| \| \| \| \| \| \| \| \| \| \| \| \| \| \| \| \| \| \| \| \| \| \| \| \| \| \| \| \| 父：（追尊）孝仁皇刘苌 \| \| \| \| \| \| \| \| \| \| \| \| \| \| \| \| \| \| \| \| \| \| \| \| \| \| \| \| \| \| \| \| \| \| \| \| \| \| \| \| \| \| \| \| \| \| \| \| \| \| \| \| \| \| 祖母：（追尊）孝元皇后夏氏 \| \| \| \| \| \| \| \| \| \| \| \| \| \| \| \| \| \| \| \| \| \| \| \| \| \| \| \| \| \| \| \| \| \| \| \| \| \| \| \| \| \| \| \| \| \| \| \| \| \| \| \| \| \| 孝灵皇帝刘宏 \| \| \| \| \| \| \| \| \| \| \| \| \| \| \| \| \| \| \| \| \| \| \| \| \| \| \| \| \| \| \| \| \| \| \| \| \| \| \| \| \| \| \| \| \| \| \| \| \| \| \| \| \| \| 母：孝仁皇后董氏 \| \| \| \| \| \| \| \| \| \| \| \| \| \| \| \| \| \| \| \| \| \| \| \| \| \| \| \| \| \| \| \| \| \| \| \| \| \| \| \| \| \| \| \| \| \| \| \| \| \| \| \| |                              |  |  |  |  |  |  |  |  |  |  |  |  |  |  |  |
| |                              |  |  |  |  |  |  |  |  |  |  |  |  |  |  |  |
| | 高祖父：肃宗孝章皇帝刘炟     |  |  |  |  |  |  |  |  |  |  |  |  |  |  |  |
| |                              |  |  |  |  |  |  |  |  |  |  |  |  |  |  |  |
| |                              |  |  |  |  |  |  |  |  |  |  |  |  |  |  |  |
| | 曾祖父：（追尊）孝穆皇刘开   |  |  |  |  |  |  |  |  |  |  |  |  |  |  |  |
| |                              |  |  |  |  |  |  |  |  |  |  |  |  |  |  |  |
| |                              |  |  |  |  |  |  |  |  |  |  |  |  |  |  |  |
| | 高祖母：贵人申氏             |  |  |  |  |  |  |  |  |  |  |  |  |  |  |  |
| |                              |  |  |  |  |  |  |  |  |  |  |  |  |  |  |  |
| |                              |  |  |  |  |  |  |  |  |  |  |  |  |  |  |  |
| | 祖父：（追尊）孝元皇劉淑     |  |  |  |  |  |  |  |  |  |  |  |  |  |  |  |
| |                              |  |  |  |  |  |  |  |  |  |  |  |  |  |  |  |
| |                              |  |  |  |  |  |  |  |  |  |  |  |  |  |  |  |
| | 曾祖母：（追尊）孝穆皇后赵氏 |  |  |  |  |  |  |  |  |  |  |  |  |  |  |  |
| |                              |  |  |  |  |  |  |  |  |  |  |  |  |  |  |  |
| |                              |  |  |  |  |  |  |  |  |  |  |  |  |  |  |  |
| | 父：（追尊）孝仁皇刘苌       |  |  |  |  |  |  |  |  |  |  |  |  |  |  |  |
| |                              |  |  |  |  |  |  |  |  |  |  |  |  |  |  |  |
| |                              |  |  |  |  |  |  |  |  |  |  |  |  |  |  |  |
| | 祖母：（追尊）孝元皇后夏氏   |  |  |  |  |  |  |  |  |  |  |  |  |  |  |  |
| |                              |  |  |  |  |  |  |  |  |  |  |  |  |  |  |  |
| |                              |  |  |  |  |  |  |  |  |  |  |  |  |  |  |  |
| | 孝灵皇帝刘宏                 |  |  |  |  |  |  |  |  |  |  |  |  |  |  |  |
| |                              |  |  |  |  |  |  |  |  |  |  |  |  |  |  |  |
| |                              |  |  |  |  |  |  |  |  |  |  |  |  |  |  |  |
| | 母：孝仁皇后董氏             |  |  |  |  |  |  |  |  |  |  |  |  |  |  |  |
| |                              |  |  |  |  |  |  |  |  |  |  |  |  |  |  |  |
| |                              |  |  |  |  |  |  |  |  |  |  |  |  |  |  |  |

### 嗣父
- 汉桓帝刘志

### 后妃
- 宋皇后
- 何皇后
- 王美人，追尊灵怀皇后
- 馬貴人，仅见于《漢官六種·漢儀》[60]

### 子女
- 弘农怀王（后少帝）刘辩，何皇后生
- 汉献帝刘协，王美人生
- 万年公主，生母不详

## 藝術形象

### 影视形象
- 香港麗的電視台電視劇《三國春秋》（1976年）：司马华龙
- 电视剧《曹操》（1999年）：赵炎
- 中国中央电视台电视剧《武圣关公》（2004年）：徐连顺
- 电视剧《曹操》（2014年）：林妙可（少年）、严琨（成年）

### 登場作品
- 蒼天航路（王欣太）

## 延伸阅读
[在维基数据编辑]
 《後漢書/卷8》，出自范晔《後漢書》
 《東觀漢記》
 在维基共享资源阅览影像